# Лугоболотное сельское поселение
Лугоболотное сельское поселение — муниципальное образование в составе Оричевского района Кировской области России.
Административный центр — посёлок Юбилейный.

## История
Лугоболотное сельское поселение образовано 1 января 2006 года согласно Закону Кировской области от 07.12.2004 № 284-ЗО.

## Население
| 2010 | 2012 | 2013 | 2014 | 2015 | 2016 | 2017 |
| ---- | ---- | ---- | ---- | ---- | ---- | ---- |
| 860  | ↘850 | ↘835 | ↘806 | ↘795 | ↘794 | ↘788 |
| 2018 | 2019 | 2020 | 2021 |      |      |      |
| ↘750 | ↘714 | ↘703 | ↘669 |      |      |      |

## Состав сельского поселения
В состав сельского поселения входят 3 населённых пункта:
| № | Населённый пункт | Тип населённого пункта          | Население |
| - | ---------------- | ------------------------------- | --------- |
| 1 | Бутырины         | деревня                         | 20        |
| 2 | Шипицыны         | деревня                         | 21        |
| 3 | Юбилейный        | посёлок, административный центр | 819       |